# Pierwszy rząd Mariano Rajoya

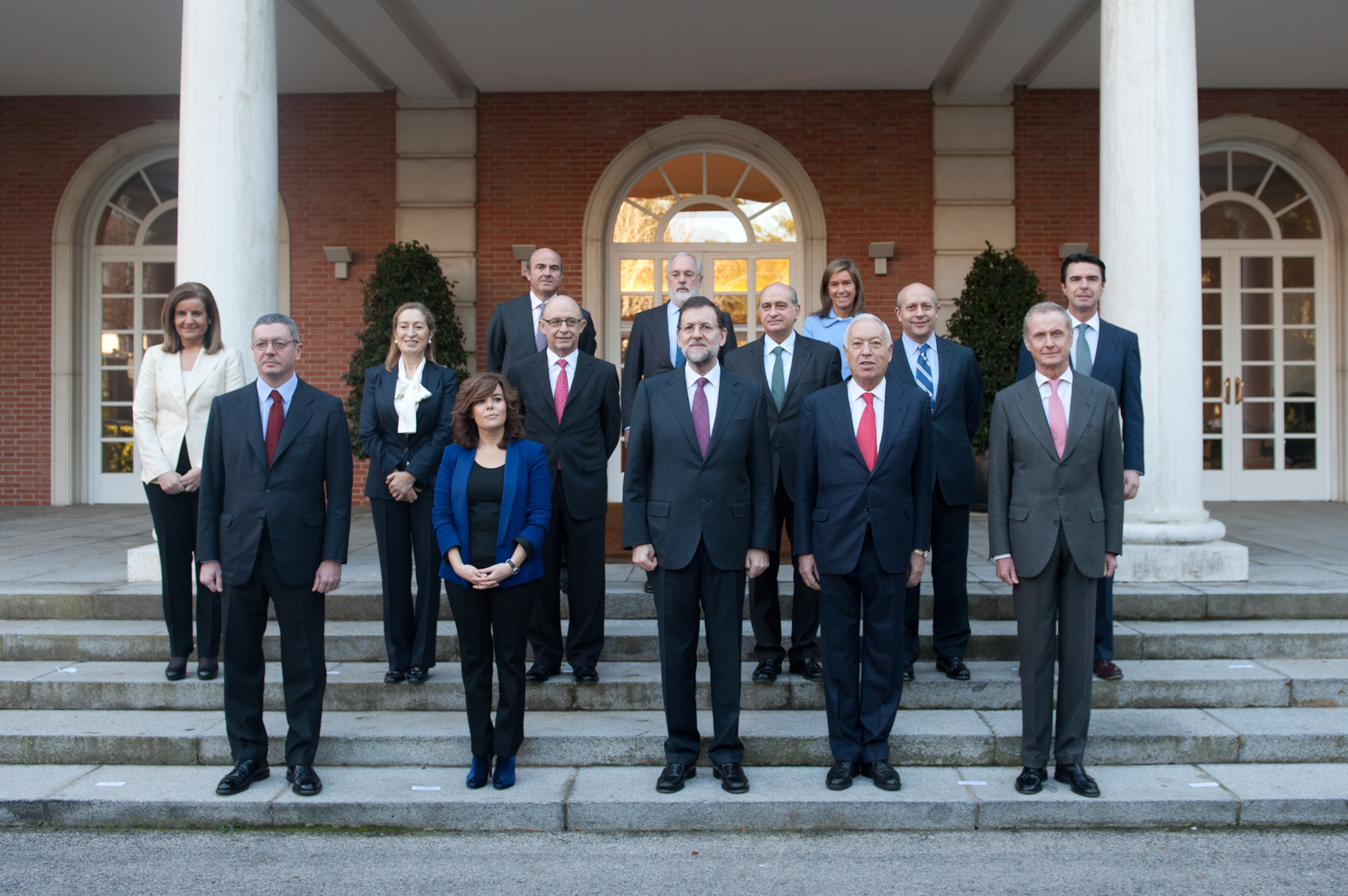
Ministrowie rządu Mariano Rajoya

Pierwszy rząd Mariano Rajoya – rząd Królestwa Hiszpanii funkcjonujący od 21 grudnia 2011 do 4 listopada 2016.
Gabinet powstał po przedterminowych wyborach w 2011, które rozpisał lewicowy premier José Luis Zapatero. Wybory wygrała centroprawicowa Partia Ludowa, która dzięki temu powróciła do władzy. Nowym premierem został jej lider Mariano Rajoy, który ogłosił skład rządu. 20 grudnia 2011 uzyskał w 350-osobowym Kongresie Deputowanych wotum zaufania głosami 185 posłów Partii Ludowej, a także 2 posłów z UPN i FA.
Wobec niemożności wyłonienia premiera rząd funkcjonował również po wyborach z grudnia 2015 i następnych przedterminowych wyborach z czerwca 2016. Zakończył urzędowanie 4 listopada 2016, kiedy to zaprzysiężeni zostali członkowie drugiego gabinetu Mariano Rajoya.

## Skład rządu
| Stanowisko                                                     | Minister                                                                               |
| -------------------------------------------------------------- | -------------------------------------------------------------------------------------- |
| Premier                                                        | Mariano Rajoy                                                                          |
| Wicepremier, szef kancelarii premiera i rzecznik prasowy rządu | Soraya Sáenz de Santamaría                                                             |
| Minister spraw zagranicznych i kooperacji                      | José Manuel García-Margallo                                                            |
| Minister sprawiedliwości                                       | Alberto Ruiz-Gallardón (do 23 września 2014) Rafael Catalá Polo (od 29 września 2014)  |
| Minister obrony                                                | Pedro Morenés                                                                          |
| Minister gospodarki i konkurencyjności                         | Luis de Guindos                                                                        |
| Minister finansów i administracji publicznej                   | Cristóbal Montoro                                                                      |
| Minister spraw wewnętrznych                                    | Jorge Fernández Díaz                                                                   |
| Minister robót publicznych i budownictwa                       | Ana Pastor Julián (do 19 lipca 2016)                                                   |
| Minister edukacji, kultury i sportu                            | José Ignacio Wert (do 25 czerwca 2015) Íñigo Méndez de Vigo (od 26 czerwca 2015)       |
| Minister pracy i opieki społecznej                             | Fátima Báñez                                                                           |
| Minister przemysłu, energii i turystyki                        | José Manuel Soria (do 15 kwietnia 2016)                                                |
| Minister rolnictwa, żywności i środowiska                      | Miguel Arias Cañete (do 28 kwietnia 2014) Isabel García Tejerina (od 28 kwietnia 2014) |
| Minister zdrowia, służb społecznych i równości                 | Ana Mato (do 26 listopada 2014) Alfonso Alonso (od 3 grudnia 2014 do 16 sierpnia 2016) |